# Terminalia triflora
Terminalia triflora là một loài thực vật có hoa trong họ Trâm bầu. Loài này được (Griseb.) Lillo miêu tả khoa học đầu tiên năm 1910.